# 박관오
박관오(1929년 2월 출생)는 최고인민회의 위원과 평양인민위원회 위원장을 역임한 조선민주주의인민공화국의 정치인이다.

## 생애
1970년 8월 조선민주주의인민공화국 과학원 부원장으로 임명되었다. 1972년 12월 최고인민회의 제5차 대의원으로 선출되었다. 1978년 2월에 그는 국가원자력위원회로 임명되었다. 1981년 1월 원자력연구소 소장으로 임명됐다. 1982년 2월 최고인민회의 제7차 대의원으로 선출되었다. 1987년 1월 김일성종합대학 총장으로 임명되었다. 1989년 5월 제13차 세계청년학생축전 남북회담 대표로 위촉됐다. 1990년 4월 최고인민회의 제9차 대의원으로 선출되었고, 그해 5월에는 최고인민회의 법안심사위원회 위원으로 임명되었다. 그는 1998년 9월 최고인민회의 제10기 대의원에 당선되었고, 2003년 선거와 2009년 선거에서도 다시 당선되었다. 2004년 2월 김일성종합대학 총장직에서 해임됐다. 2007년 4월 그는 방철갑을 대신해 평양 인민위원회 위원장으로 임명됐다. 그는 2010년 7월 량만길로 교체될 때까지 그 직책을 맡았다.
1992년 4월 김일성훈장을 수여받았다.